# آشر ميسينغ
آشر ميسينغ (3 ديسمبر 1947 بإسرائيل - ) هو لاعب كرة قدم إسرائيلي في مركز الوسط. لعب مع هبوعيل بتاح تكفا ‏.